# Cyrtodesmus niger
Cyrtodesmus niger är en mångfotingart som först beskrevs av Carl 1914.  Cyrtodesmus niger ingår i släktet Cyrtodesmus och familjen Cyrtodesmidae. Inga underarter finns listade i Catalogue of Life.